# 相逢聖路易
《相逢聖路易》（英語：Meet Me in St. Louis）是一部由米高梅出品、於1944年上映的美國聖誕歌舞片。此電影以一系列小插曲組成，故事講述著住在聖路易的史密斯一家從1903年夏天到1904年春天路易斯安那購地博覽會開幕之間的生活。參演這部電影的演員有茱蒂·嘉蘭、瑪格麗特·歐布萊恩、玛丽·阿斯特、露西爾·布雷默、湯姆·德瑞克、李昂·艾姆斯、瑪約瑞·曼恩、茱恩·洛克哈特、瓊·卡羅爾等。
《相逢聖路易》由艾爾文·布萊徹和佛瑞德·F·芬克爾霍夫改編自莎莉·班森原本在《紐約客》雜誌上發表的一系列短篇故事「肯辛頓故事」（The Kensington Stories）、後來於1942年彙編正式發行的同名小說。這部電影由文森特·明内利執導，他與嘉蘭也是因此在片場相識，並之後結婚的。此外這部電影還有托尼獎獲獎設計師萊繆爾·艾爾斯出任藝術指導。
《相逢聖路易》一上映就獲得了評論界和商業上的成功，其不僅是1944年票房第二高的電影（僅次於《与我同行》），也是米高梅1940年代最成功的歌舞片。1994年，這部電影被美國國會圖書館認為在「文化上、歷史上或美學上具重要意義」而選入國家影片登記表保存。
嘉蘭在這部電影演唱了由休·馬丁和拉爾夫·布萊恩創作的原創歌曲〈The Trolley Song〉、〈The Boy Next Door〉和〈Have Yourself a Merry Little Christmas〉，這些歌曲都在上映後爆紅並擠身傳統流行樂金曲之列。

## 劇情概要

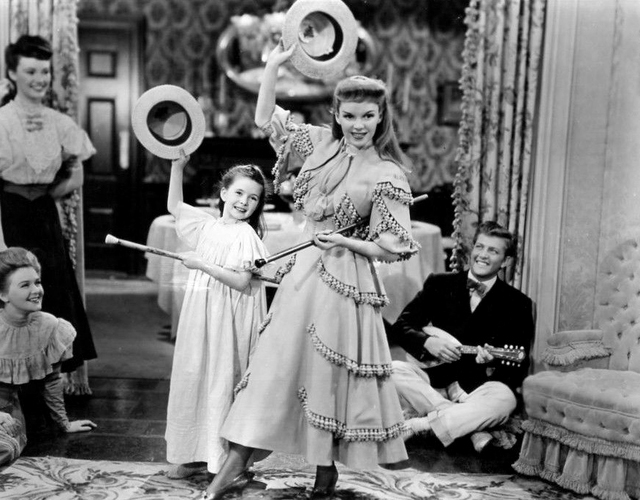
瑪格麗特·歐布萊恩和茱蒂·嘉蘭在電影中歌曲〈Under the Bamboo Tree〉的表演。

1903年夏天，史密斯一家在聖路易的過著舒適的中上層階級生活。史密斯一家的家長阿朗佐（Alonzo）他的妻子安娜（Anna）有四個女兒蘿絲（Rose）、愛瑟（Esther）、艾格尼絲（Agnes）、圖蒂（Tootie）和一個兒子小朗（Lon Jr.）。二女兒愛瑟暗戀著鄰居家的男孩約翰·楚特（John Truett），但對方絲毫沒有注意過她。小女兒圖蒂喜歡坐上尼利先生（Mr. Neely）的賣冰馬車、跟他閒聊家常以及爭論聖路易算不算是美國最頂尖的城市。大女兒蘿絲則期望著哪天自己的心上人華倫·雪菲爾（Warren Sheffield）會向她求婚。
城裡的人們都期待著7個月後將在聖路易舉辦的路易斯安那購地博覽會，史密斯一家的姐妹們也傳唱著宣傳歌曲〈Meet Me in St. Louis, Louis〉。愛瑟終於在約翰去史密斯一家的聚會做客時與他見到面，兩人之後又在搭乘前往世博會施工現場的電車上碰面。
萬聖夜那天，圖蒂和艾格尼絲去參加了營火晚會，結果回來的圖蒂嘴唇裂開還掉了一顆牙齒。圖蒂指控約翰想殺掉她，這使得愛瑟跑去跟約翰對峙、毆打並責罵他。直到愛瑟回來之後，圖蒂和艾格尼絲這才坦白了真相：圖蒂在一場危險的惡作劇出了差錯而受傷後，約翰試圖保護她們倆免受警察的追捕。得知真相後的愛瑟向約翰道歉，兩人便分享了初吻。
史密斯先生宣布他要被派往紐約市出差，而全家也將在聖誕節後搬到那裡。這個消息讓全家人、尤其是蘿絲和愛瑟震驚，因為他們的愛情、友誼和教育計劃全都被打亂，而且他們也將錯過聖路易的博覽會。儘管史密斯夫人也很沮喪，但夫妻倆最終和解了，並一起在鋼琴上唱了一首溫柔的二重唱。

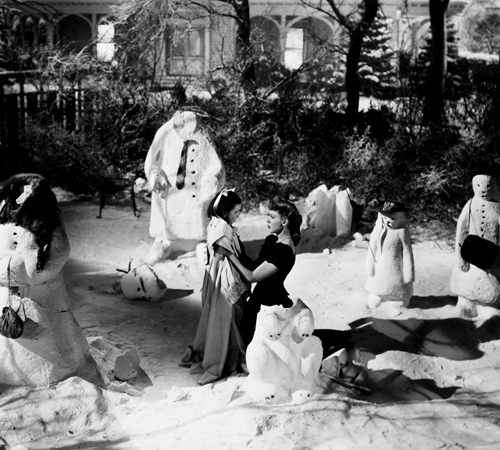
瑪格麗特·歐布萊恩和茱蒂·嘉蘭在電影中的劇照。

秋去冬來，城市將在平安夜舉行一場優雅的舞會。蘿絲因為華倫沒有邀她而是邀了露西爾·巴拉德（Lucille Ballard）參加舞會而感到失望，但所幸還有小朗能帶她去。約翰因為他來不及拿他的燕尾服而不能帶愛瑟去舞會，所以改由愛瑟的爺爺帶她去舞會。在舞會上，蘿絲和愛瑟密謀破壞華倫和露西爾的約會之夜，姐妹倆很快就用其他男人的名字填滿了露西爾的舞會卡，但兩人在與露西爾交流之後驚訝地發現她熱情、友善而且並不勢利，與傳聞中不一樣。露西爾表示她認為華倫和蘿絲就是天生一對，而自己真正的心上人其實是小朗。在得知與露西爾的心中想法後，愛瑟與她交換了舞會卡，代替她去與笨拙而尷尬的舞伴共舞。愛瑟接著被爺爺解圍，約翰也穿著燕尾服來到舞會，欣喜若狂的愛瑟便與約翰一起度過了當晚。後來約翰向愛瑟求婚，雖然她接受了，但因她仍然必須搬到紐約，兩人的未來還不確定會如何走下去。
愛瑟回到家，發現圖蒂正在不耐煩地等待聖誕老人來臨，還擔心她能不能把所有玩具帶到紐約。在愛瑟淒美地演唱了〈Have Yourself a Merry Little Christmas〉之後，傷心的圖蒂毀掉了他們帶不走的雪人。愛瑟向圖蒂保證，無論她們去哪裡都會在一起。目睹這一場面的史密斯先生開始重新考慮了他的決定。在客廳裡思考之後，他把家人召集到樓下並宣布不搬到紐約了，這讓全家都感到驚訝和高興。華倫也在這時衝進史密斯家，向蘿絲表達了對她的愛，並提出了婚約。在意識到現在過了午夜之後，史密斯一家開始慶祝聖誕節。
在博覽會上，一家人聚集在一起俯瞰大潟湖，同時大展館周圍的數千盞燈都亮了起來。

## 演員
- 茱蒂·嘉蘭飾演愛瑟·史密斯（Esther Smith）
- 瑪格麗特·歐布萊恩飾演圖蒂·史密斯（"Tootie" Smith）
- 玛丽·阿斯特飾演安娜·史密斯夫人（Mrs. Anna Smith）
- 露西爾·布雷默（英语：Lucille Bremer）飾演蘿絲·史密斯（Rose Smith）
- 李昂·艾姆斯（英语：Leon Ames）飾演阿朗佐·史密斯先生（Mr. Alonzo Smith）
- 湯姆·德瑞克（英语：Tom Drake）飾演約翰·楚特（John Truett）
- 瑪約瑞·曼恩（英语：Marjorie Main）飾演女僕凱蒂（Katie）
- 哈利·達文波特（英语：Harry Davenport (actor)）飾演爺爺
- 茱恩·洛克哈特（英语：June Lockhart）飾演露西爾·巴拉德（Lucille Ballard）
- 小亨利·H·丹尼爾斯（Henry H. Daniels Jr.）飾演小朗·史密斯（Lon Smith, Jr.）
- 瓊·卡羅爾（英语：Joan Carroll）飾演艾格尼絲·史密斯（Agnes Smith）
- 休·馬洛（英语：Hugh Marlowe）飾演達利上校（Colonel Darly）
- 羅伯特·蘇利（Robert Sully）飾演華倫·雪菲爾（Warren Sheffield）
- 齊爾·威爾斯（英语：Chill Wills）飾演尼利先生（Mr. Neely）

## 製作

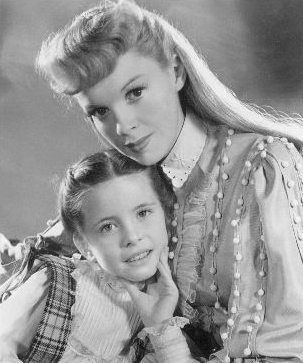
瑪格麗特·歐布萊恩和茱蒂·嘉蘭的宣傳照。

這部電影的原作「肯辛頓故事」（The Kensington Stories）是一系列由莎莉·班森於1942年在《紐約客》雜誌上連載的短篇感傷家庭故事，之後在同年彙編成小說形式出版，並更名為《相逢聖路易》。在小說出版不久，曾與茱蒂·嘉蘭在幾部成功米高梅歌舞片合作的製片人亞瑟·弗里德說服公司負責人路易·B·梅耶以25000美元購買小說的電影版權，班森也被聘請來參與改編。改編電影的主意也受到了一齣自1939年在百老匯開演以來便廣受好評的懷舊家庭劇《與父親生活》的影響。
在弗里德和他的編劇們編寫劇本時，具有佈景和服裝設計背景的導演文森特·明内利則在準備電影的設計。明内利與設計師萊繆爾·艾爾斯和普雷斯頓·艾姆斯合作，以故事當時受歡迎的藝術家湯姆·艾金斯的畫作為靈感進行布景設計。
為了刻畫出班森故事中的精隨，所以除她以外還有由六名作家組成的團隊進行劇本改編工作。1942年中，弗里德聘請了維克多·赫曼和莎拉·Y·梅森夫妻檔來為劇本增添陰謀元素。兩人想出了涉及主角愛瑟的勒索情節，弗里德認為這不合適，所以他委託特約作家、青少年浪漫專家威廉·路德維格刪除勒索情節，並將求愛故事編入劇本。到了1943年2月，弗里德對路德維希的劇本感到滿意，於是開始在米高梅劇組和主要演員手中分發了副本。但嘉蘭對劇本並不滿意，她覺得情節薄弱、角色行為過於幼稚。梅耶認同嘉蘭的想法，於是弗里德請了兩位編劇來修改路德維希的劇本，增加了一家人即將搬到紐約的故事情節。弗里德滿意於最終劇本，但加蘭對此仍然不滿意。
弗里德與另一名製作人约瑟夫·曼凯维奇在《風流海盜》劇本規劃上衝突的差點導致《相逢聖路易》被無限期推遲。爭執最終以曼凱維奇從米高梅轉到福斯收場，《相逢聖路易》也得以繼續進行。在弗里德的計畫獲得批准後，《相逢聖路易》得到了139萬5千美元的初步預算，並預計1943年10月上旬開拍，但由於工作室問題和Technicolor Inc.工期衝突，故電影拖延到1943年12月7日才開拍，拍攝時間為58天，且預算增加到150萬美元。電影預算的近一半用於布景（49萬7千美元）和音樂（23萬4千美元），劇本也花掉了約13萬2千美元大量重寫。在電影製作期間，加蘭每週能獲得2500美元、瑪格麗特·歐布萊恩每週獲得250美元，導演明内利則每週獲得1000美元。
加蘭除了對劇本不滿意、對自己作為女主角的地位喪失信心外，她還遭受嚴重的情感問題、嚴重成癮於安非他命類藥物以及許多身體疾病，例如反復出現的偏頭痛。製作報告顯示，她因歇斯底里、習慣性遲到和偶爾缺席而打亂了日程安排，還因她聲稱的耳朵感染而錯過了整整一周的拍攝。加蘭還對明内利在拍攝前幾個月的繁重排練和預錄音工作感到猶豫，但明内利贏得了她的信任，兩人成為戀人，在電影後期製作時開始同居，並在上映後不久結婚。加蘭在拍攝初期也曾和需要演對手戲的湯姆·德瑞克有過一段短暫的戀情。
除了加蘭狀態百出外，歐布萊恩、玛丽·阿斯特（肺炎）和瓊·卡羅爾（闌尾炎）的疾病也導致了製作延誤，但明內利利用這些延誤來準備歐布萊恩最苛刻和最重要的場景。洛杉磯地區的暴雨和洪水也導致外景拍攝進一步延誤。電影最終於1944年4月7日完成，落後於計劃，最終預算接近180萬美元。電影第一次粗剪的長度超過了兩個小時，因此編劇們建議進行剪輯縮短至113分鐘。在1944年夏天的試映之後，米高梅再觀眾反響熱烈的鼓舞下，決定將電影延到聖誕節檔期上映。電影的首映於1944年11月22日在聖路易和一周後在紐約阿斯特劇院舉行。
明內利用融入真人表演的賀卡插圖來介紹每個季節的手法很可能借鑒了奧森·威爾斯的《安伯森家族》。弗里德製作《相逢聖路易》的流程為明內利未來的歌舞片奠定了固定模式：預算超過100萬美元、前期製作時間表有時超過一整年、拍攝時間為三到六個月、後期製作階段為六個月或更長時間。

## 音樂
《相逢聖路易》的配樂由擔任本片未署名的副製片人羅傑·伊登斯編排、康拉德·薩林格爾編曲並由喬吉·斯托爾指揮管弦樂團錄製。本片的一些歌曲取自路易斯安那購地博覽會那時代的流行歌曲，一些則是為電影創作的原創歌曲。
- 〈Meet Me in St. Louis, Louis（英语：Meet Me in St. Louis, Louis）〉，1904年歌曲，由凱瑞·米爾斯（英语：Kerry Mills）和安德魯·B·史特林（英语：Andrew B. Sterling）創作。
- 〈The Boy Next Door（英语：The Boy Next Door (song)）〉，電影原創歌曲，由休·馬丁（英语：Hugh Martin）和拉爾夫·布萊恩（英语：Ralph Blane）創作，由茱蒂·嘉蘭演唱。
- 〈Skip to My Lou（英语：Skip to My Lou）〉，傳統歌曲，包含由馬丁和布萊恩編曲加入的〈Kingdom Coming（英语：Kingdom Coming）〉、〈Turkey in the Straw〉和〈Yankee Doodle〉的旋律。
- 〈I Was Drunk Last Night〉，電影原創歌曲，由瑪格麗特·歐布萊恩演唱。
- 〈Under the Bamboo Tree〉，1902年歌曲，由鮑伯·柯爾（英语：Bob Cole (composer)）與強森兄弟創作，電影中由茱蒂·嘉蘭和瑪格麗特·歐布萊恩演唱。
- 〈Over the Banister〉，原為19世紀民間旋律，由康拉德·薩林格爾編曲後加上艾拉·惠勒·威爾考克斯（英语：Ella Wheeler Wilcox）著於1888年的詩《Over the Banisters》為歌詞而成，由茱蒂·嘉蘭演唱。
- 〈The Trolley Song（英语：The Trolley Song）〉，電影原創歌曲，由馬丁和布萊恩創作，由合唱團與茱蒂·嘉蘭演唱。
- 〈You and I〉，電影原創歌曲，由納西歐·赫布·布朗（英语：Nacio Herb Brown）和亞瑟·弗里德創作，由弗里德和丹妮·馬卡斯（Denny Markas）元唱，李昂·艾姆斯（英语：Leon Ames）和玛丽·阿斯特在電影中翻唱。
- 〈Goodbye, My Lady Love（英语：Goodbye, My Lady Love）〉，器樂曲，原由喬瑟夫·E·霍華德（英语：Joseph E. Howard）創作並演唱於1904年。
- 〈Little Brown Jug（英语：Little Brown Jug (song)）〉，器樂曲，原由喬瑟夫·溫納（英语：Joseph Winner）創作於1869年。
- 〈Down at the Old Bull and Bush（英语：Under the Anheuser Bush）〉，器樂曲，原由哈利·馮·提爾澤（英语：Harry Von Tilzer）創作於1903年。
- 〈Home! Sweet Home!（英语：Home! Sweet Home!）〉，器樂曲，原由亨利·毕晓普創作於1823年。
- 〈Auld Lang Syne〉，器樂曲。
- 〈The First Noel〉，器樂曲。
- 〈Have Yourself a Merry Little Christmas（英语：Have Yourself a Merry Little Christmas）〉，電影原創歌曲，由馬丁和布萊恩創作，由茱蒂·嘉蘭演唱。這首歌的歌詞原本並不是現在的版本：馬丁寫的開頭歌詞原本是「祝你度過一個快樂的小聖誕節/這可能是你的最後一個/明年我們都將生活在過去。」（Have yourself a merry little Christmas / It may be your last / Next year we may all be living in the past.），但茱蒂·嘉蘭、湯姆·德瑞克和導演明內利都覺得這過於壓抑，於是馬丁修改了歌詞。電影上映多年後，法蘭克·辛納屈在翻唱這首歌時也修改了歌詞，他也不喜歡整首歌十分悲觀的調性。

### 被移除的歌曲
由加蘭演唱的歌曲〈Boys and Girls Like You and Me〉雖然在這部電影上的剪輯片段已佚失，但預先錄製的錄音得以倖存。這首歌是罗杰斯与汉默斯坦於1943年原本為百老匯音樂劇《奧克拉荷馬之戀》創作的，但在公演前就被移除。

## 迴響
在1944年上映後，《相逢聖路易》獲得了巨大的評論和商業成功。在最初的院線上映期間，該片在美國和加拿大獲得了當時高達501萬6千美元的票房收入，在其他地區則獲得了155萬美元的收入，最終利潤達到了235萬9千美元。
影評博斯利·克勞瑟在《纽约时报》上稱這部電影「溫暖而迷人」，並寫道：「讓那些願意在乾玫瑰花瓣的芬芳中享受天真家庭歡樂的人、那些願意陶醉在少女情懷狂想的人為了那裡面的蜜糖蜂擁至阿斯特劇院……用一位紳士的話來說，這是場姜桃色的秀。」
《時代雜誌》評論《相逢聖路易》為「年度最漂亮的電影之一」，並指出：「特藝七彩很少被親切地使用在記錄那個時代樸素的桃花心木、溫柔的平紋細布與溫和的煤氣燈。這部電影也時不時地展現遠遠超出了純粹的國內詩歌巔峰的魅力。這些成功主要歸功於瑪格麗特·歐布萊恩的熱情和優雅，以及導演明內利與劇組充分發揮她的能力。」《時代雜誌》進一步讚揚歐布萊恩的表現：「[她的]歌曲和她在成人聚會上穿著睡衣表演的步態舞表演都令人著迷。她自己嚇自己的萬聖節冒險與火光、黑暗的街道、落葉和生疏的閒聊形成了鮮明的對比，使電影在這部分上非常接近一流。」
沃科特·吉布斯在《紐約客》上撰文稱讚這部電影「極其有吸引力」，並稱其中的台詞「在電影中相當罕見的意義上」很有趣，儘管他覺得片長太長了。
2005年，影評理查·施克爾將這部電影列入了《時代雜誌》官網上的100部最佳影片名單，他認為：「它有美妙的歌曲、茱蒂·嘉蘭甜美、不神經質的表演……儘管它具有的懷舊魅力，但明內利仍為其注入了夢幻般、有時超現實的黑暗。對我們一些人來說，它仍然是最偉大的美國電影音樂劇。」
本片的製片人亞瑟·弗里德表示：「《相逢聖路易》是我個人的最愛。我和茱蒂一向處得很好，但我們唯一一次不和是在拍這部電影的時候。她不想拍這部電影，甚至她的母親也來找我討論這件事。我們在一些意見上遇到了一些麻煩：片廠經理艾迪·曼尼斯認為萬聖節的劇情是錯誤的，但它最後被保留了。還有一首羅傑斯和漢默斯坦寫的歌，叫〈Boys and Girls Like You and Me〉，茱蒂拍得很棒，但它因為拖慢了電影節奏所以被剪掉了。在看完電影成品預覽後，茱蒂走過來對我說：『亞瑟，提醒我不要告訴你要拍怎樣的電影』。[這部電影]是當時除了《乱世佳人》之外，米高梅票房收入最高的一部。」
影評匯總網站爛蕃茄上基於80條觀眾影評收獲了100%的好評率，平均評分為8.8/10，該網站對電影的評論家共識認為「《相逢聖路易》是一部令人心曠神怡的甜蜜音樂劇，由茱蒂·嘉蘭和瑪格麗特·歐布萊恩的出色表演領銜，為所有年齡層的人帶來節日盛宴」。

## 榮譽

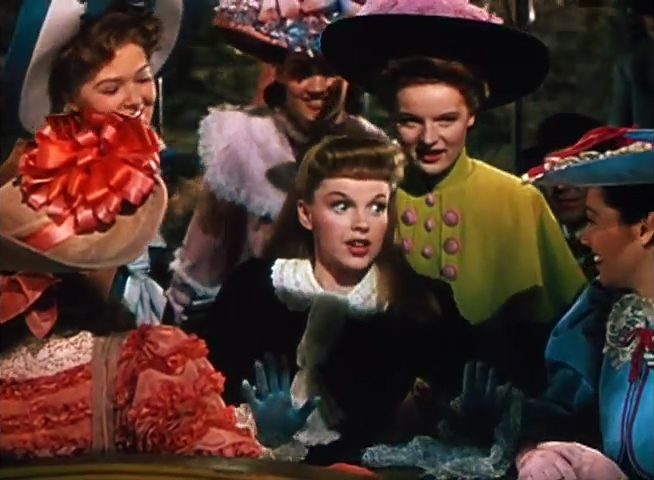
〈The Trolley Song〉入圍奧斯卡最佳歌曲獎。

《相逢聖路易》入圍了四項奧斯卡獎，分別是最佳改編劇本、最佳彩色片攝影、最佳歌舞片配樂和最佳歌曲。瑪格麗特·歐布萊恩也因在《相逢聖路易》和同年的其他幾部電影中的表現而獲得奥斯卡青少年奖。
1994年，《相逢聖路易》因在「文化上、歷史上或美學上具重要意義」而被美國國會圖書館選入國家影片登記表保存。美国电影学会在其百年百大歌舞電影排行榜中將這部電影排名第十，另外這部電影的兩首歌曲〈The Trolley Song〉和〈Have Yourself a Merry Little Christmas〉也都名列AFI百年百大电影歌曲排行榜上，分別是第26名和第76名。

## 改編
- 《相逢聖路易》於1959年被翻拍成電視劇，由简·鲍威尔、珍妮·奇蓮、帕蒂·杜克、華特·皮金、艾德·溫、泰布·亨特（英语：Tab Hunter）、玛娜·洛伊等人主演，並喬治·謝弗（英语：George Schaefer (director)）執導與改編原版布萊徹和芬克爾霍夫的劇本。
- 《相逢聖路易》於1966年再次被翻拍成電視節目。這個非音樂劇版的電視節目由雪萊·法巴雷斯（英语：Shelley Fabares）、賽麗絲·荷姆、賴瑞·梅里爾（Larry Merrill）、茱蒂·蘭德（Judy Land）、瑞塔·蕭（英语：Reta Shaw）、塔米·洛克（英语：Tammy Locke）和摩根·布莉塔妮（英语：Morgan Brittany）主演、由艾倫·D·考特尼（Alan D. Courtney）執導並由莎莉·班森撰寫劇本。這版的《相逢聖路易》原本打算拍成電視劇，但最終未能實現。其試播集後來作為特別收錄在2004年發行的電影兩碟DVD套裝中。
- 《相逢聖路易》在1989年被改編成百老匯音樂劇（英语：Meet Me in St. Louis (musical)），並有加入其他歌曲。

## 軼事
- 電影中出現的19世紀末老式旋轉木馬位於加拿大安大略省阿默斯特堡（英语：Amherstburg）的博布洛島遊樂園（英语：Boblo Island Amusement Park），但在遊樂園於1993年9月關閉之後，它被拆除並出售給私人收藏家。
- 傑拉德·考夫曼（英语：Gerald Kaufman）為這部電影撰寫了同名研究報告，由英國電影協會於1994年出版。
- 原作者班森原本住在聖路易肯辛頓大道5135號的住宅，但出售後因年久失修變得無法居住，於1994年被拆除，現已不復存在。[20][21]
- 〈The Trolley Song（英语：The Trolley Song）〉至今仍是迪士尼樂園及度假區中美國小鎮大街遊行時的常演曲目。[22]

## 外部連結
- 《Meet Me in St. Louis （页面存档备份，存于）》—國家影片登記表官網上由安德列雅·奧斯伯格（Andrea Alsberg）撰寫的文章。
- 互联网电影数据库（IMDb）上《相逢聖路易》的资料（英文）
- TCM电影资料库上《相逢聖路易》的资料（英文）
- AllMovie上《相逢聖路易》的资料（英文）
- 美国电影学会目录上的《相逢聖路易》（英文）
- TheJudyRoom.com上的《相逢聖路易 Archive.today的存檔，存档日期2019-12-04》
- Filmsite.org（英语：Filmsite）上《相逢聖路易 （页面存档备份，存于）》的資料
- 現代藝術博物館官網上《相逢聖路易 （页面存档备份，存于）》的資料
- 《盧克斯廣播劇場（英语：Lux Radio Theatre）》的《相逢聖路易》一集：1946年12月2日播出
- 《Meet Me in St. Louis》— 丹尼爾·伊根（Daniel Eagan）的文章，取自《America's Film Legacy: The Authoritative Guide to the Landmark Movies in the National Film Registry》，A&C Black，2010 ISBN 0826429777，第377-379頁。